# یواس‌اس ساتیر (ای‌آرال-۲۳)
یواس‌اس ساتیر (ای‌آرال-۲۳) (به انگلیسی: USS Satyr (ARL-23)) یک کشتی است که طول آن ۳۲۸ فوت (۱۰۰ متر) می‌باشد. این کشتی در سال ۱۹۴۴ ساخته شد.